# Это любовь (альбом Валерия Леонтьева)
«Это любовь» — двадцать третий студийный альбом российского певца Валерия Леонтьева. Издан 14 апреля 2017 года.

## Информация об альбоме
Альбом содержит 13 новых композиций, две кавер-версии и старый хит Леонтьева «Если ты уйдёшь», перезаписанный наполовину на испанском языке. По сравнению с прочими альбомами Леонтьева, «Это любовь» имеет более лирическое настроение и содержит мало танцевальных композиций. Песни «Паромщик» и «Комарово» исполнялись Леонтьевым в 1980-х, но популярность получили в исполнении Аллы Пугачёвой и Игоря Скляра соответственно. Премьера новой леонтьевской версии песни «Комарово» состоялась в творческом вечере Игоря Николаева, песня поётся в жанре синтипоп.
Рецензент сайта InterMedia отметил, что кавер-версии песен «Паромщик» и «Комарово» — наименее органичные треки диска, слушаются «так, будто Валерий Яковлевич дал себя уговорить их исполнить, но чтобы больше не просили».
Песня «Ветер-скрипач» была написана в 2003 году и первоначально исполнялась экс-солистом группы «На-На» Владимиром Асимовым.

## Список композиций
| №   | Название                | Длительность |
| --- | ----------------------- | ------------ |
| 1.  | «Это любовь»            | 3:54         |
| 2.  | «Потанцуй со мной»      | 2:58         |
| 3.  | «Ты где-то там»         | 3:46         |
| 4.  | «Вне сюжета»            | 3:40         |
| 5.  | «Пират»                 | 3:58         |
| 6.  | «Ангел во плоти»        | 3:49         |
| 7.  | «Паромщик»              | 3:44         |
| 8.  | «Не включайте свет»     | 4:15         |
| 9.  | «Если ты уйдёшь» (2017) | 4:13         |
| 10. | «Озеро Чад»             | 4:25         |
| 11. | «Комарово»              | 2:58         |
| 12. | «Я уже там был»         | 4:11         |
| 13. | «Вставай и иди»         | 3:43         |
| 14. | «Абракадабра»           | 3:43         |
| 15. | «Ветер-скрипач»         | 3:39         |
| 16. | «Моё оружие — любовь»   | 4:31         |